# .460 Steyr
El .460 Steyr ( 11,6 × 90 mm Grillmayer ) es un cartucho de fuego central del fabricante de armas Steyr Mannlicher, desarrollado específicamente para ser usado en rifles de francotirador; sin embargo, durante su desarrollo no se tomaron en cuenta requerimientos militares tales como la capacidad de penetrar armaduras. El cartucho metálico se presentó por primera vez en febrero de 2004 en el ShotShow del 2004 de Las Vegas junto con el fusil Steyr HS .50 .
El cartucho fue diseñado por Horst Grillmayer en 2002, mientras que el proyectil fue diseñado por Guido Wasser. La producción empezó alrededor de 2004 junto con la producción del Steyr HS .460. La munición se desarrolló para rifles de precisión para tiradores deportivos, centrándose en el largo alcance y pasando por alto el 12,7 × 99. mm calibre OTAN ( .50 BMG ), cuyo uso está prohibido en muchos países europeos para fines no oficiales. La munición también puede ser de interés para los ejércitos desplegados en el extranjero, a los que se les ha prohibido usar 12.7 mm municiones en operaciones de mantenimiento de la paz.

## Descripción general
La forma externa del cartucho Steyr .460 es muy similar a la del 12.7 × 99 mm, pero el casquillo es más corto y cuenta un cuello más estrecho, resultando en un aumento en la presión. La performance balística del .460 Steyr es muy similar a la del 12.7 × 99 mm.
La munición también es comparable a otros cartuchos especiales como el .408 Chey Tac o el .416 Barrett, que también se desarrollaron como calibres especiales para rifles de precisión para poder trabajar en largas distancias.